# 두샨 블라호비치
두샨 블라호비치(세르비아어: Душан Влаховић, 영어: Dušan Vlahović, 2000년 1월 28일, ~ )는 세르비아의 축구 선수이다. 그의 포지션은 스트라이커로, 현재 이탈리아 세리에 A의 유벤투스에서 활약하고 있다.

## 국제 경력

### 유소년 대표팀
블라호비치는 세르비아 U-15 대표팀의 멤버로서, 2015년 4월 16일 체코와의 경기에서 해트트릭을 기록했다. 또한, 2015년 말에는 U-16 대표팀에 선발되어 2015년 10월 27일 폴란드와의 경기에서 데뷔전을 치렀다. 2016년 8월에는 U-19 대표팀에 선발되어 스테반 비로티치 기념 토너먼트에서 데뷔했으며, 첫 경기에서 미국과 맞섰다. 같은 토너먼트에서의 두 번째 경기에서는 프랑스를 상대로 골을 넣었다. 이 토너먼트에서 세르비아가 이스라엘을 결승전에서 이기면서 블라호비치는 대회에서 가장 재능있는 선수로 지명되었다.

### 성인팀
블라호비치는 2020년 10월 11일 헝가리와의 2020–21 UEFA 네이션스 리그 경기에서 세르비아 성인팀으로 데뷔했다. 그는 2020년 11월 18일 네이션스 리그 경기에서 러시아를 상대로 국제 경기 첫 골을 넣었다. 그 후, 그는 아제르바이잔과의 2021년 10월 12일 경기에서 두 골을 넣는 등 국가대표팀에서 뛰어난 골 넣기 능력을 보여주며, 세르비아가 2022년 FIFA 월드컵 본선에 진출하는 데 기여했다. 세르비아는 본선 조별 리그에서 유럽 강호인 포르투갈을 2-1로 격파하며 1위로 조별 리그를 마쳤다.
2022년 11월, 블라호비치는 2022년 FIFA 월드컵 세르비아 대표팀 명단에 선발되었다. 브라질과의 조별 리그 경기와 스위스와의 경기에서 선발 출전했으며, 스위스와의 경기에서 골을 넣었지만 세르비아는 조별 리그를 최하위로 마무리했다.

## 플레이 스타일
블라호비치는 완벽한 스트라이커로서, 육체적 능력과 기술 및 골을 넣는 능력으로 잘 알려져 있다. 그는 중앙 지역이나 우리측 혹은 좌측에서 공을 받은 상태로 공을 유지하는 데 뛰어나다. 홀드업과 연계 플레이에서도 다양한 기술을 보여준다. 가장 큰 장점은 공을 유지하는 데 필요한 힘과, 첫 번째 수비수를 피해 움직이고 드리블로 돌파하는 능력이다. 피오렌티나에서 경기를 할 때, 자주 먼 거리로부터 공을 받거나, 중원과 연계하며 공을 받았다.
블라호비치는 매우 효율적으로 공을 유지하는 선수로서, 주요한 플레이 방법은 몸싸움에서 힘을 사용하고, 상대 수비수들을 뛰어넘는 뛰어난 드리블 능력을 활용하는 것이다. 블라호비치는 상대 수비수들을 유혹하고, 자신의 팀이나 자신 스스로를 위해 파이널 써드에서 공간을 찾는 데 능하다. 그의 플레이 스타일은 크리스티아누 호날두, 엘링 브레우트 홀란, 제이미 바디 등과 비교하게 만든다.

## 출전 통계
| 클럽       | 시즌    | 리그 | 리그 | 컵   | 컵   | 대륙 | 대륙 | 기타 | 기타 | 합계 | 합계 |
| 클럽       | 시즌    | 출전 | 득점 | 출전 | 득점 | 출전 | 득점 | 출전 | 득점 | 출전 | 득점 |
| ---------- | ------- | ---- | ---- | ---- | ---- | ---- | ---- | ---- | ---- | ---- | ---- |
| 파르티잔   | 2015-16 | 14   | 1    | 4    | 2    |      |      |      |      | 18   | 3    |
| 파르티잔   | 2016-17 | 7    | 0    | 1    | 0    | 1    | 0    |      |      | 9    | 0    |
| 파르티잔   | 2017-18 | 0    | 0    |      |      |      |      |      |      | 0    | 0    |
| 피오렌티나 | 2018-19 | 10   | 0    |      |      |      |      |      |      | 10   | 0    |
| 피오렌티나 | 2019-20 | 30   | 6    | 4    | 2    |      |      |      |      | 34   | 8    |
| 피오렌티나 | 2020-21 | 37   | 21   | 3    | 0    |      |      |      |      | 40   | 21   |
| 피오렌티나 | 2021-22 | 21   | 17   | 3    | 3    |      |      |      |      | 24   | 20   |
| 유벤투스   | 2021-22 | 15   | 7    | 4    | 1    | 2    | 1    |      |      | 21   | 9    |
| 유벤투스   | 2022-23 | 27   | 10   | 2    | 0    | 13   | 4    |      |      | 42   | 14   |
| 유벤투스   | 2023-24 | 33   | 16   | 5    | 2    |      |      |      |      | 38   | 18   |
| 유벤투스   | 2024-25 | 29   | 10   | 2    | 1    | 9    | 4    | 1    | 0    | 41   | 15   |

## 수상

#### FK 파르티잔
- 세르비안 수페르리가 : 2016-17
- 세르비안 컵 : 2015-16, 2016-17

#### ACF 피오렌티나
- 코파 이탈리아 프리마베라 : 2018-19

#### 유벤투스 FC
- 코파 이탈리아 : 2023-24

### 개인
- AIC 올해의 팀 : 2021-22
- 세리에 A 시즌의 팀[13] : 2021-22, 2023-24
- 세리에 A 최우수 공격수[13] : 2023-24
- 세리에 A 올해의 영플레이어[13] : 2020-21
- 세리에 A 이 달의 선수 : 21년 12월, 24년 1월
- 코파 이탈리아 득점왕 : 2021-22
- 세르비아 올해의 선수 : 2024
- 발롱도르 후보 : 2021